# Clan Anayama
Le clan Anayama (穴山氏, Anayama-shi) est un clan du Japon médiéval. Le clan descend de Nobutake Takeda. Il s'installa dans la province de Kai à partir du milieu du XIVe siècle. Le clan Anayama se divisa en deux branches qui servirent loyalement le clan Takeda pendant la période Sengoku. Cependant, après la destruction des Takeda en 1582, le clan Anayama ne joua plus aucun rôle.
Membres du clan :
- Nobukimi Anayama
- Nobutomo Anayama